# Thaumatoncus indicator
Espèce
Thaumatoncus indicator est une espèce d'araignées aranéomorphes de la famille des Linyphiidae.

## Distribution
Cette espèce se rencontre en Algérie, en Tunisie, en Italie en Sardaigne, en Espagne et en France.

## Description
Le mâle holotype mesure 1,8 mm.

## Publication originale
- Simon, 1884 : Les arachnides de France. Paris, vol. 5, p. 180-885 (texte intégral).